# Championnat du Japon de football 1981
Le Championnat du Japon de football 1981 est la dix-septième édition de la Japan Soccer League. 

## Classement de la première division
| Pos | Club              | Pts | J  | G  | N | D  | Bp | Bc | Diff | Note                                  |
| --- | ----------------- | --- | -- | -- | - | -- | -- | -- | ---- | ------------------------------------- |
| 1   | Fujita Industries | 27  | 18 | 11 | 5 | 2  | 24 | 7  | +17  | Champion                              |
| 2   | Yomiuri           | 25  | 18 | 8  | 9 | 1  | 32 | 16 | +16  |                                       |
| 3   | Mitsubishi Motors | 24  | 18 | 10 | 4 | 4  | 24 | 16 | +8   |                                       |
| 4   | Yanmar Diesel     | 22  | 18 | 7  | 8 | 3  | 21 | 15 | +6   |                                       |
| 5   | Furukawa Electric | 21  | 18 | 7  | 7 | 4  | 28 | 23 | +5   |                                       |
| 6   | Honda             | 14  | 18 | 5  | 4 | 9  | 23 | 28 | -5   |                                       |
| 7   | Hitachi           | 13  | 18 | 5  | 3 | 10 | 22 | 27 | -5   |                                       |
| 8   | Mazda             | 13  | 18 | 4  | 5 | 9  | 15 | 27 | -12  |                                       |
| 9   | New Japan Steel   | 11  | 18 | 3  | 5 | 10 | 14 | 27 | -13  | Barrage de promotion-relégation D1/D2 |
| 10  | Yamaha Motors     | 10  | 18 | 2  | 6 | 10 | 11 | 28 | -17  | Relégué en D2                         |

## Barrage de promotion-relégation D1/D2
| JSL Division 1  | Aller | Retour | JSL Division 2 |
| --------------- | ----- | ------ | -------------- |
| New Japan Steel | 0-3   | 1-2    | Nissan Motors  |

New Japan Steel est relégué en D2, Nissan Motors est promu en D1.

## Classement des buteurs de la D1
| Joueur             | Nombre de buts |
| ------------------ | -------------- |
| Hiroshi Yoshida    | 14             |
| Kunishige Kamamoto | 11             |

## Classement de la deuxième division
Nippon Kohan, le champion de D2 a également remporté cette année-là, la Coupe du Japon de football.
| Pos | Club                   | Pts | J  | G  | N | D  | Bp | Bc | Diff | Note                                              |
| --- | ---------------------- | --- | -- | -- | - | -- | -- | -- | ---- | ------------------------------------------------- |
| 1   | Nippon Kokan           | 26  | 18 | 11 | 4 | 3  | 42 | 22 | +20  | Champion de D2, promu en D1                       |
| 2   | Nissan                 | 26  | 18 | 11 | 4 | 3  | 31 | 16 | +15  | Barrage promotion-relégation D1/D2                |
| 3   | Toshiba                | 25  | 18 | 12 | 1 | 5  | 46 | 21 | +25  |                                                   |
| 4   | Tanabe Pharmaceuticals | 22  | 18 | 9  | 4 | 5  | 35 | 11 | +24  |                                                   |
| 5   | Fujitsu                | 21  | 18 | 10 | 1 | 7  | 31 | 27 | +4   |                                                   |
| 6   | Toyota Motors          | 16  | 18 | 6  | 4 | 8  | 33 | 30 | +3   |                                                   |
| 7   | Sumitomo               | 15  | 18 | 7  | 1 | 10 | 32 | 31 | +1   |                                                   |
| 8   | Teijin Matsuyama       | 14  | 18 | 5  | 4 | 9  | 23 | 34 | -11  |                                                   |
| 9   | Kofu Club              | 10  | 18 | 4  | 2 | 12 | 18 | 42 | -24  | Barrage promotion-relégation D2/Séries régionales |
| 10  | Nagoya S.C.            | 5   | 18 | 2  | 1 | 15 | 16 | 72 | -56  | Relégué en séries régionales                      |

## Barrage promotion-relégation D2/Séries régionales
| JSL 2     | Aller | Retour | Séries régionales                                   |
| --------- | ----- | ------ | --------------------------------------------------- |
| Kofu Club | 1-0   | 1-0    | NTT West Japan Kyoto (Second des séries régionales) |

Kofu Club se maintient en D2.